# Hinos órficos
Hinos Órficos são um conjunto de 87 poemas hexamétricos utilizados no culto órfico pré-clássicos compostos no final da era helenística ou início da era imperial romana, atribuídos ao poeta lendário Orfeu, mas provavelmente escrito por vários poetas .